# Eastleigh FC
Eastleigh FC är en engelsk fotbollsklubb i Eastleigh, grundad 1946. Hemmamatcherna spelas på Silverlake Stadium (även kallad Ten Acres). Smeknamnet är The Spitfires.

## Historia
Klubben grundades 1946 under namnet Swaythling Athletic FC i Swaythling, i dag en del av Southampton. 1950 gick klubben upp till Hampshire League efter två säsonger i Southampton Senior League (West). Man vann genast Division Three och 1956 hade man avancerat till Division One. Året efter flyttade man till den nuvarande hemmaarenan Ten Acres. 1970 återkom klubben till Division One efter att ha vunnit Division Two.
1973 tog man bort Athletic ur klubbnamnet som blev Swaythling FC och 1980 bytte man till Eastleigh FC. Sex år senare var man med och bildade Wessex Football League, där man spelade de nästföljande 17 säsongerna. 2002/03 vann Eastleigh ligan och gick upp till Southern Football League Division One East. Efter en fjärdeplats den första säsongen blev klubben överflyttad till Isthmian League och dess högsta division Premier Division. Inför den följande säsongen byggde man en ny läktare med omklädningsrum och även en direktörslounge. Klubben kom trea första säsongen i Isthmian League Premier Division, efter bland annat 14 matcher i rad utan förlust i slutet av säsongen, och gick via kvalseger upp till Conference South. Klubben hade därmed gått upp en nivå tre år i rad.
Under nionde raka säsongen (2013/14) i Conference South, med bland annat två misslyckade kvalspel bakom sig, lyckades Eastleigh marschera vidare upp i seriesystemet genom att vinna divisionen och bli mästare. Klubben gick därmed upp till Conference Premier. Under klubbens första säsong på nivå 5 i Englands ligasystem för fotboll kom klubben så bra som fyra och fick kvala för att gå upp till The Football League. Där åkte man dock ut direkt mot Grimsby Town.
Eastleigh har två gånger nått FA-cupens tredje omgång, 2015/16 och 2016/17. I FA Trophy har Eastleigh som bäst nått kvartsfinal, 2013/14.
När Eastleigh och Totton möttes i finalen av Hampshire Senior Cup 2012 på St Mary's Stadium i Southampton var det första gången som Hawk-Eye, det system som utvecklats för att avgöra om bollen har varit över mållinjen eller inte, testades vid en riktig fotbollsmatch.

## Meriter

### Liga
- National League eller motsvarande (nivå 5): 4:a 2014/15 (högsta ligaplacering)
- National League South eller motsvarande (nivå 6): Mästare 2013/14
- Wessex Football League: Mästare 2002/03
- Hampshire League Division 2: Mästare 1969/70
- Hampshire League Division 3: Mästare 1950/51, 1953/54
- Southampton Senior League (West): Mästare 1949/50

### Cup
- Hampshire Senior Cup: Mästare 2011/12
- Russell Cotes Cup: Mästare 2005